# 龙衮
龙衮（?—?），字君章，吉州永新（今属江西）人。
父龙玙，北宋崇宁壬午（1102年）举人。龙衮約生於宋哲宗绍圣初年，娶妻罗氏，生子龙赞。七赴乡试未中。绍兴初年，避乱於龙川（禾河）东里（今永新县禾川镇），筑“龙川读书台”。，善绘画，作有《百马图跋》。卒年不详。著有《江南野史》二十卷，此書是第一部纪传体南唐史，记录南唐至北宋初的軼事，偶有疏略讹舛，故評價不高，四庫館臣評此書“流傳既久，固亦未可廢焉”，今存十卷，約三十四传。